# Marsh Lock

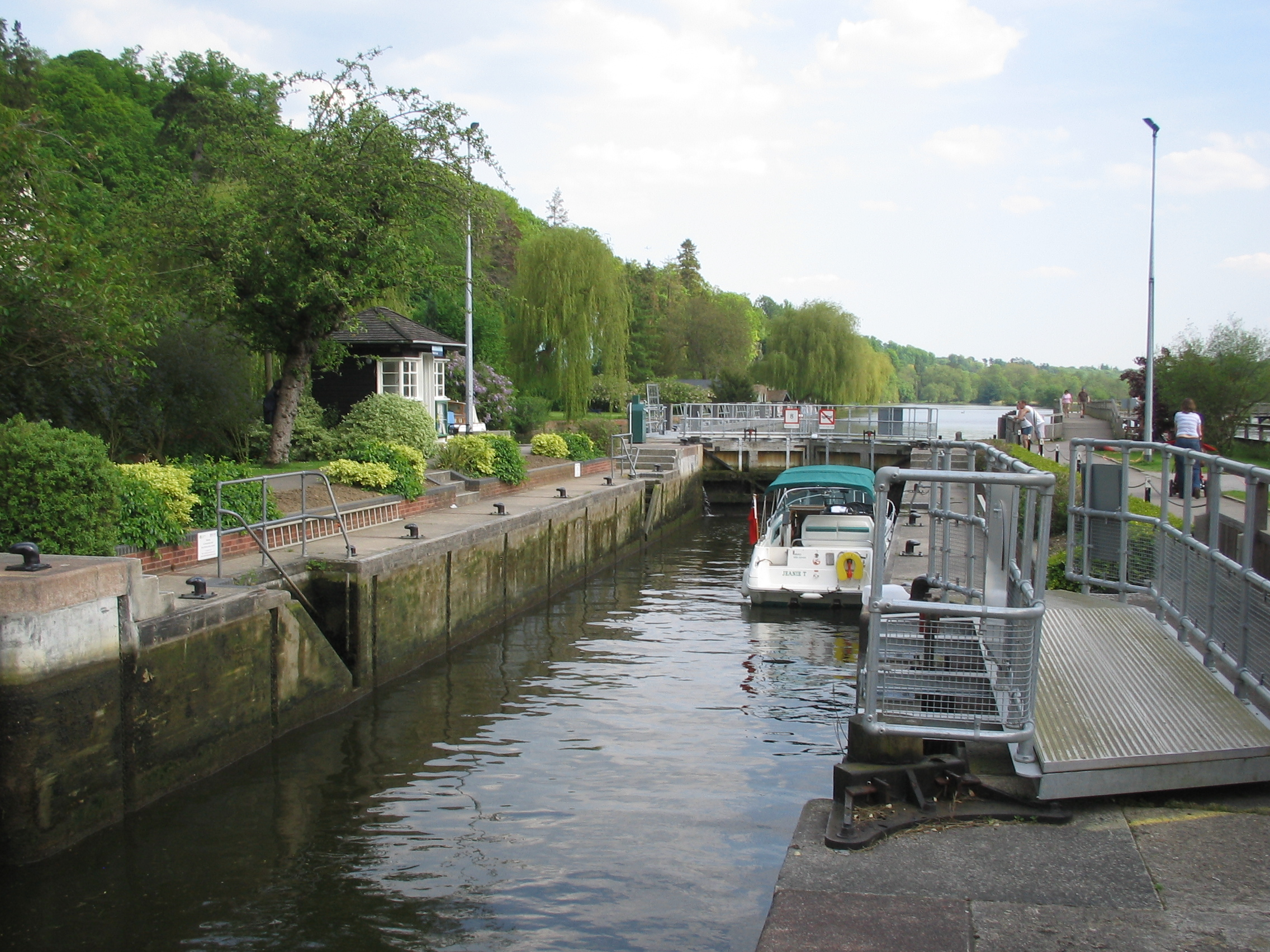
Das Marsh Lock

Das Marsh Lock ist eine Schleuse in der Themse in Berkshire, England. Die erste Schleuse wurde 1773 von der Thames Navigation Commission gebaut. Sie liegt nahe dem Ufer von Berkshire, der Zugang erfolgt jedoch von Oxfordshire über zwei lange Stege. Da die Schleuse auf der dem Leinpfad gegenüberliegenden Uferseite liegt, wurden diese zwei hölzernen Stege gebaut, um ihn zur Schleuse und zurück zum Ufer zu führen. Dies ist einmalig bei den Schleusen der Themse.
Das Wehr besteht aus einer Reihe von eisernen Wassertoren und befindet sich zwischen den beiden Stegen.

## Geschichte
Die früheste Erwähnung einer Stauschleuse stammt aus dem Jahr 1580, sie dürfte aber älter sein. Die neue Schleuse war eine der ersten acht, die nach der Neuordnung der Schifffahrt auf der Themse 1770 gebaut wurden. Die Schleuse wurde 1773 von Humphrey Gainsborough aus Fichtenholz gefertigt. 1780 wurde berichtet, dass die Schleuse zunehmend verfalle, und 1787 wurde sie in Eichenholz neu gebaut. Das erste Schleusenwärterhaus wurde 1813 errichtet.
Mit seiner Lage am Ufer gegenüberliegen des Leinpfades wurde die neue Schleuse als sehr unpraktisch und gefährlich für den Schiffsverkehr angesehen. Es gibt Hinweise aus dem Jahr 1814 darauf, dass auch die Stauschleuse noch immer in Betrieb war.
1843 war der Zustand der Schleuse schlecht, und es gab Pläne, sie auf die andere Seite des Flusses zu verlegen, doch diese Pläne wurden nicht umgesetzt. Der zweite Steg wurde zu dieser Zeit angelegt. Das Wehr wurde nach 1879 erneuert. Es gab erneut Bestrebungen die Schleuse zu verlegen, aber es wurde mit verstärktem Holz erneuert und 1886 wiedereröffnet. Eine erneute Renovierung erfolgte 1914. Das Wehr wurde 2004 neu gebaut.

## Der Fluss oberhalb der Schleuse
Am Hennerton Backwater wurde die Bolney Ferry betrieben. Die dort folgenden Inseln heißen Ferry Eyot, Poplar Eyot und Handbuck Eyot. Kurz vor dem Shiplake Lock mündet der River Loddon aus Berkshire kommend in die Themse und die Shiplake Railway Bridge quert den Fluss.
Der Themsepfad folgt zunächst dem Fluss am westlichen Ufer. Dann führt er jedoch durch Shiplake und kehrt erst am Shiplake Lock an den Fluss zurück. Die Umleitung ist darin begründet, dass der Leinpfad den Fluss an der Bolney Ferry kreuzte und dann an der nicht mehr existierenden Lashbrook Ferry etwas weiter flussaufwärts erneut das Flussufer wechselte.